# ABRIXAS
ABRIXAS (acronyme de A BRoad-band Imaging X-ray All-sky Survey) est un télescope spatial observant les rayons X durs développé par l'agence spatiale allemandeDLR pour détecter 10 000 nouvelles sources de rayons X dans la gamme d'énergie 0,5-10 keV à l'aide de 7 miroirs de type Wolter 1 comportant chacun 27 coques. Le satellite placé en orbite le 28 avril 1999 par un lanceur Cosmos tombe en panne à la suite d'un dysfonctionnement du système d'alimentation des accumulateurs.

## Mission
ABRIXAS est le successeur du télescope spatial rayons X allemand ROSAT. Dans le cadre d'une mission de trois ans, il doit détecter 10 000 nouvelles sources de rayons X principalement dans les galaxies actives avec une énergie supérieure à 2 keV.

## Caractéristiques du satellite
ABRIXAS est un minisatellite de 460 kg (charge utile 160 kg) est un parallélépipède de 2,5 × 1,8 × 1,15 m. Les panneaux solaires fournissent en moyenne 200 watts. Les télécommunications se font en bande S avec un débit descendant de 500 kilobits. Le satellite est stabilisé sur 3 axes notamment à l'aide de roues de réaction.

## Le télescope
La charge utile de ABRIXAS est constituée de 7 télescopes de type Wolter 1 montés de manière que leur axe fasse un angle de 7,25° les uns avec les autres. Chaque télescope a un champ optique de 40 minutes et est composé de 27 coques emboîtées de 1 mm d'épaisseur. La longueur focale est de 160 cm. La partie optique du satellite est réalisée par l'entreprise Carl Zeiss.